# Ioan Chiper
Ioan Chiper (n. 17 septembrie 1936, Cahul, Republica Moldova) este un istoric și cercetător român.

## Viața și activitatea
S-a născut la Cahul în data de 17 septembrie 1936. A urmat studiile secundare la Oravița, iar pe cele universitare la București, absolvind Facultatea de Istorie din cadrul Universității din București în anul 1960, iar mai apoi în 1980 obține doctoratul în istorie. Acesta își începe cariera profesională de cercetător științific în anul 1960, iar din anul 1968 devine cercetător principal la Institutul de Istorie "Nicolae Iorga" din București. Activitatea sa didactică începe în anul 1990 ca profesor asociat la Facultatea de Istorie a Universității din București, începând cu anul 2000 și până în prezent ocupă funcția de profesor titular la Facultatea de Istorie din cadrul Universității Creștine "Dimitrie Cantemir" din București, iar în intervalul 2007-2010 a ocupat și funcția de decan în cadrul aceleiași instituții. De-a lungul carierei sale a adus contribuții privind politica internă și externă a României și relațiile româno-germane și româno-italiene între anii 1930 și 1940, precum si referitoare la istoriografia celui de-al doilea război mondial. A mai colaborat și cu alți istorici la întocmirea unor sinteze și cronologii generale privind istoria poporului român.

## Opera
- Cazul Ștefan Foriș. Lupta pentru putere în PCR de la Gheorghiu-Dej la Ceaușescu. Documente, 1940-1968, Ed. Vremea, București, 1999.[2]

Lucrări în colaborare cu alți autori:
- Istoria Senatului României, București, Monitorul Oficial, 2004

- Misiunile Vîșinski în România. Din istoria relațiilor româno-sovietice, 1944-1946. Documente secrete, INST, București, 1997

- Sovietizarea României. Percepții anglo-americane, 1944-1947, Ed. Iconica, București, 1993, p. 221